# Oração católica

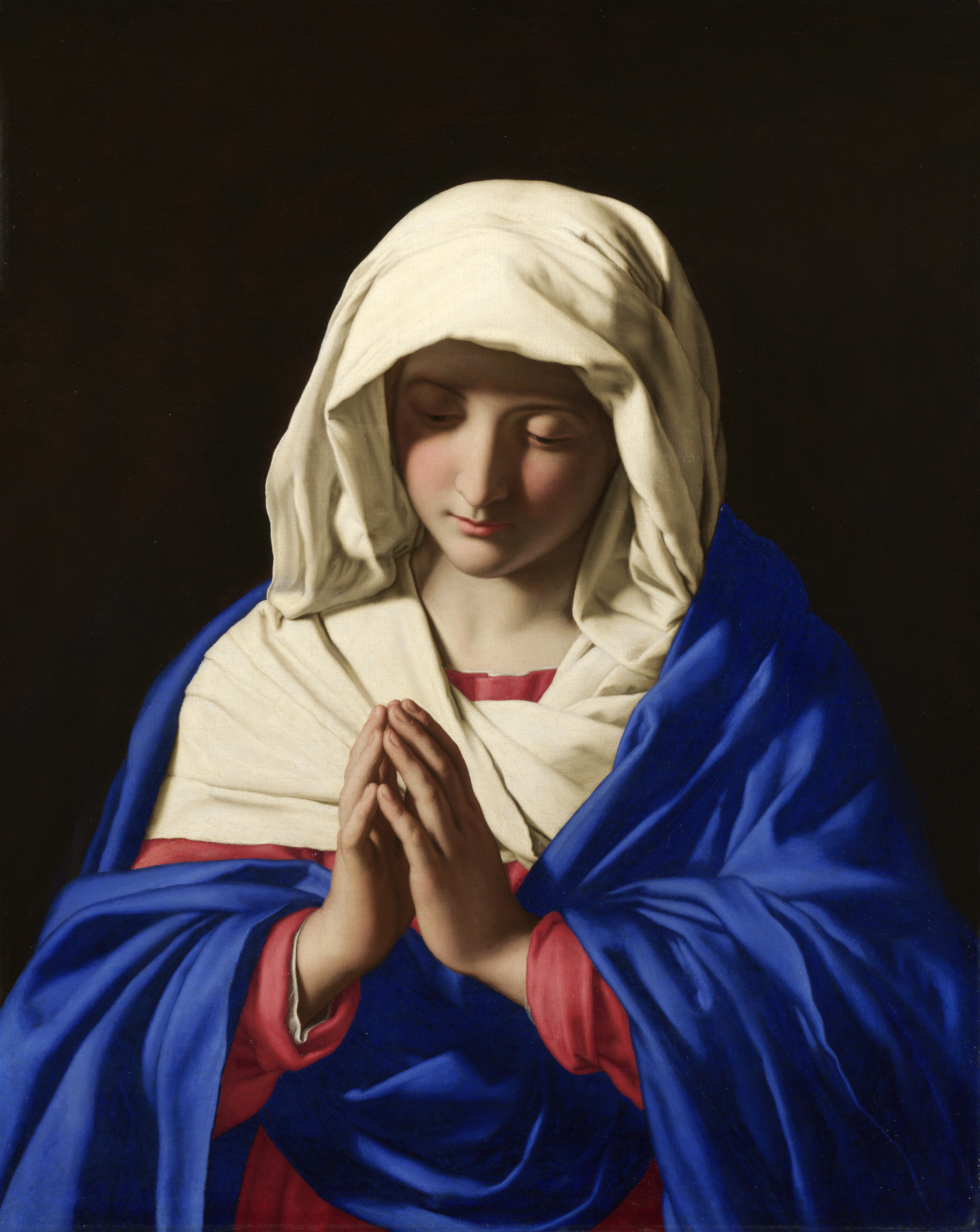
A Virgem em Oração retrata Maria rezando; obra de Sassoferrato, século XVII.

Oração na Igreja Católica é "a elevação da alma para Deus ou o pedido feito a Deus de bens convenientes". É um ato da virtude moral da religião, que os teólogos católicos identificam como parte da virtude cardeal da justiça.
A oração pode ser expressa vocalmente ou mentalmente. A oração vocal pode ser falada ou cantada. A oração mental pode ser meditação ou contemplação. As cinco formas básicas de oração são adoração, petição, intercessão, ação de graças e louvor.
A Liturgia das Horas da Igreja Católica é recitada diariamente em horários fixos de oração pelos membros da vida consagrada, pelo clero e pelos fiéis devotos.

## Oração diária
Na Igreja Católica, os leigos são encorajados a participar da oração das horas canônicas. O clero e os membros da vida consagrada são obrigados a rezar o ofício diário. As fontes comumente usadas para rezar a Liturgia das Horas incluem o conjunto completo de quatro volumes da Liturgia das Horas, o livro de Oração Cristã de um volume e vários aplicativos em dispositivos móveis.

## Ensinamentos sobre oração
Os ensinamentos católicos romanos sobre o assunto da oração estão contidos no Catecismo, onde citando João Damasceno, a oração é definida como "... a elevação da alma para Deus ou o pedido feito a Deus de bens convenientes". Teresa de Lisieux descreve a oração como "...a oração é um impulso do coração, é um simples olhar lançado para o céu, é um grito de gratidão e de amor, tanto no meio da tribulação como no meio da alegria".
Pela oração, reconhece-se o poder e a bondade de Deus, e a própria carência e dependência. É, portanto, um ato da virtude da religião, implicando a mais profunda reverência a Deus e habituando a pessoa a olhar para ele para tudo. A oração pressupõe fé em Deus e esperança em Sua bondade. Por ambos, Deus, a quem se reza, move o indivíduo à oração.

## Expressões de oração

### Oração vocal

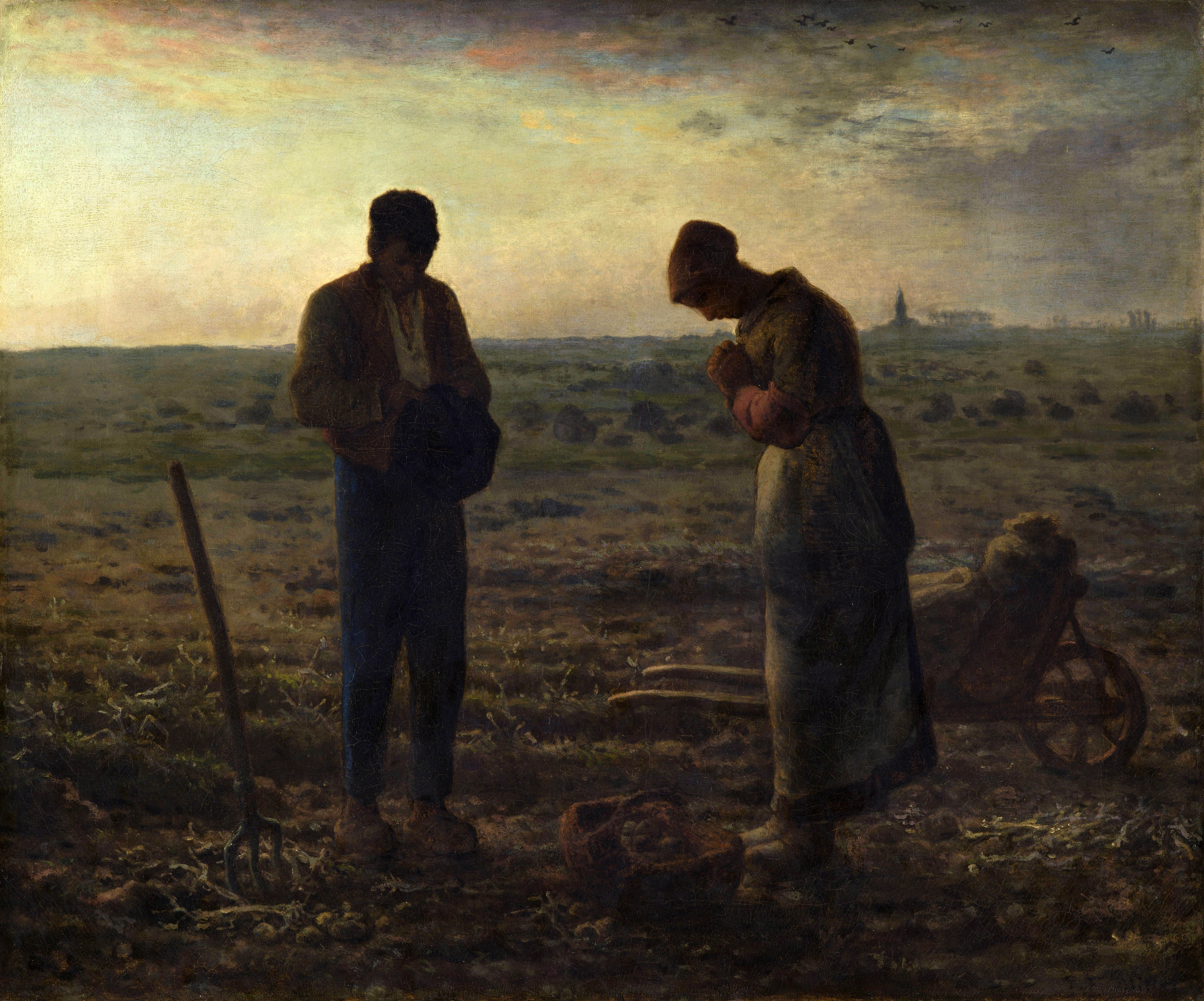
O Angelus por Jean-François Millet, 1857-1859.

A oração pode ser distinguida em vocal e mental. A oração vocal é aquela que é feita usando alguma forma aprovada de palavras, lida, cantada ou recitada; como o sinal da cruz, a Liturgia das Horas (Ofício Divino), o Angelus, a graça antes e depois das refeições, etc. A oração mental é aquela que é feita sem empregar palavras ou fórmulas de qualquer tipo. Os católicos são exortados a tomar cuidado para não subestimar a utilidade ou necessidade da oração vocal. Orações vocais comuns incluem o Pai-nosso (Pater Noster), a Ave-maria (saudação angélica), o Glória ao Pai (Gloria Patri, Doxologia Menor) e o Credo dos Apóstolos (Symbolum Apostolorum).
Os católicos consideram a oração vocal um elemento essencial da vida cristã. A oração vocal pode ser tão simples e edificante quanto "Obrigado, Deus, por esta linda manhã", ou tão formal quanto uma missa celebrando uma ocasião muito especial.
Quando duas ou mais pessoas se reúnem para rezar, sua oração é chamada de oração comunitária. Exemplos de oração comunitária são o Rosário, orações devocionais incluindo novenas e litanias, orações em sala de aula e, mais importante, a Santa Missa.

#### Prece cantada
Santo Ambrósio introduziu em Milão o canto antifonal dos salmos "à moda do Oriente".

### Oração mental
A oração mental foi definida por John A. Hardon em seu Modern Catholic Dictionary como uma forma de oração na qual os sentimentos expressos são os próprios e não os de outra pessoa. A oração mental é uma forma de oração pela qual se ama a Deus por meio do diálogo com Ele, meditando em suas palavras e contemplando-O. É um tempo de silêncio focado em Deus e no relacionamento com Ele. É diferente das orações vocais que usam orações definidas, embora a oração mental possa prosseguir usando orações vocais para melhorar o diálogo com Deus. A oração mental pode ser dividida em meditação, ou oração mental ativa; e contemplação, oração mental passiva.

#### Meditação

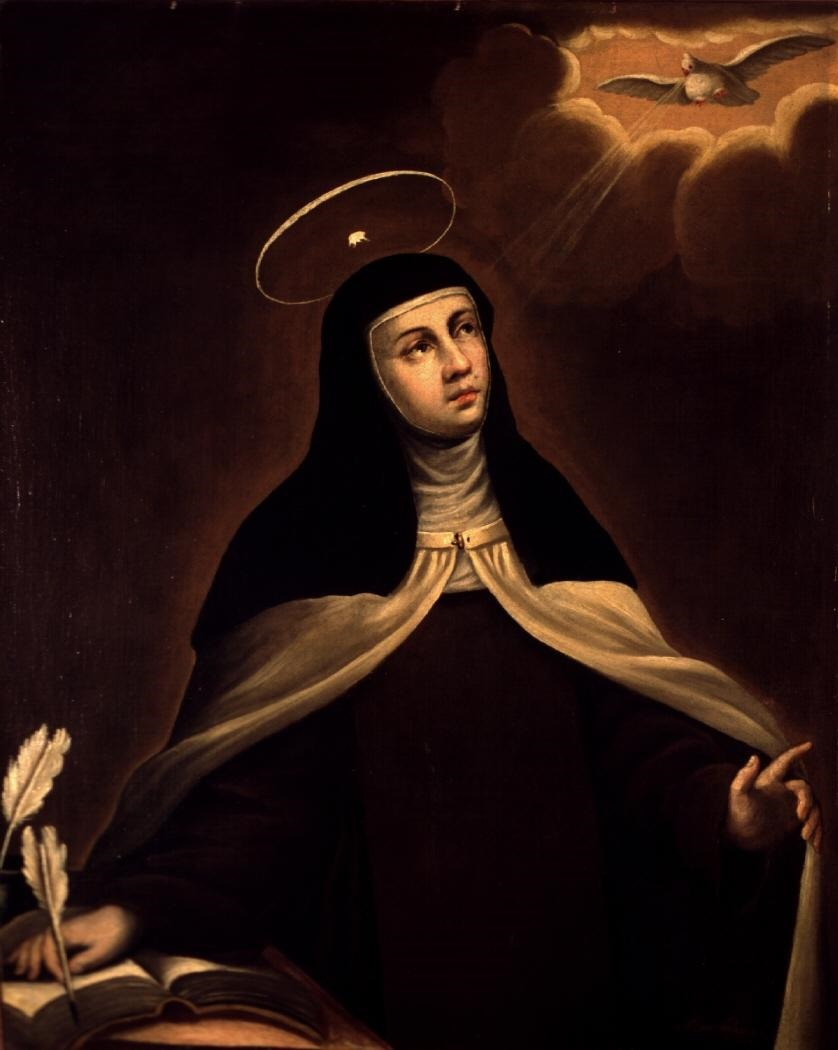
Santa Teresa d'Ávila.

A meditação é uma forma de oração reflexiva que envolve pensamento, imaginação, emoção e desejo. Existem tantos métodos de meditação quanto existem mestres espirituais. A oração mental comum ou ativa consiste em duas operações; uma pertence à faculdade de pensar que aplica a imaginação, a memória e a compreensão para considerar alguma verdade ou mistério. A outra operação depende da vontade e obriga a amar, desejar e pedir o bem proposto pela mente, e fazer resoluções para chegar a ele. De acordo com Teresa de Ávila, a alma neste estágio é como um jardineiro que, com muito trabalho, tira a água das profundezas do poço para regar suas plantas e flores.

#### Contemplação
A oração contemplativa é uma atenção silenciosa que olha para Deus contemplando e adorando seus atributos. Teresa descreve a oração contemplativa [oración mental] como "...nada mais do que uma partilha íntima entre amigos; significa reservar tempo frequentemente para estar a sós com Aquele que sabemos que nos ama". Nesta oração interior, ainda podemos meditar, mas nossa atenção está fixada no próprio Senhor. A contemplação, como toda oração, é um dom puro, e não algo que se possa alcançar.

## Formas de oração
A tradição da Igreja Católica destaca quatro elementos básicos da oração cristã: (1) Oração de Adoração/Bênção, (2) Oração de Contrição/Arrependimento, (3) Oração de Ação de Graças/Gratidão e (4) Oração de Súplica/Petição/Intercessão. Esses elementos podem ser facilmente lembrados usando a sigla ACGS: Adoração, Contrição, Ação de Graças, Súplica.

### Adoração/Bênção
Adoração é a primeira atitude do homem reconhecendo que ele é uma criatura diante de Deus. Louvor é a forma de oração que reconhece mais imediatamente que Deus é Deus. Ele louva a Deus por si mesmo e lhe dá glória, muito além do que ele faz, mas simplesmente porque ele é.
Em suas aplicações mais amplas, a palavra "bênção" tem uma variedade de significados em escritos sagrados. Pode ser tomada em um sentido que é sinônimo de louvor; assim diz o salmista, "bendirei o Senhor Deus em todo o tempo; seu louvor estará sempre em minha boca". A oração de bênção expressa louvor e honra a Deus e é a resposta do homem aos dons de Deus.

### Contrição/Arrependimento
Arrependimento é a tristeza sincera ou remorso pelo pecado, resolução de evitar o pecado no futuro e conversão do coração para Deus, com esperança em sua misericórdia e confiança na ajuda de sua graça. Contrição, de modo similar, é "uma dor da alma e uma detestação do pecado cometido, com o propósito de não mais pecar no futuro". A Igreja Católica também oferece o sacramento da penitência, pelo qual os membros podem receber o perdão de seus pecados por Jesus Cristo, por meio de seus sacerdotes ordenados, de acordo com as palavras de Jesus Cristo aos seus apóstolos: "Àqueles a quem perdoardes os pecados, lhes serão perdoados; e àqueles a quem os retiverdes, lhes serão retidos".

### Ação de Graças/Gratidão
Gratidão é agradecer a Deus pelo que deu e fez.

### Súplica/Petição/Intercessão

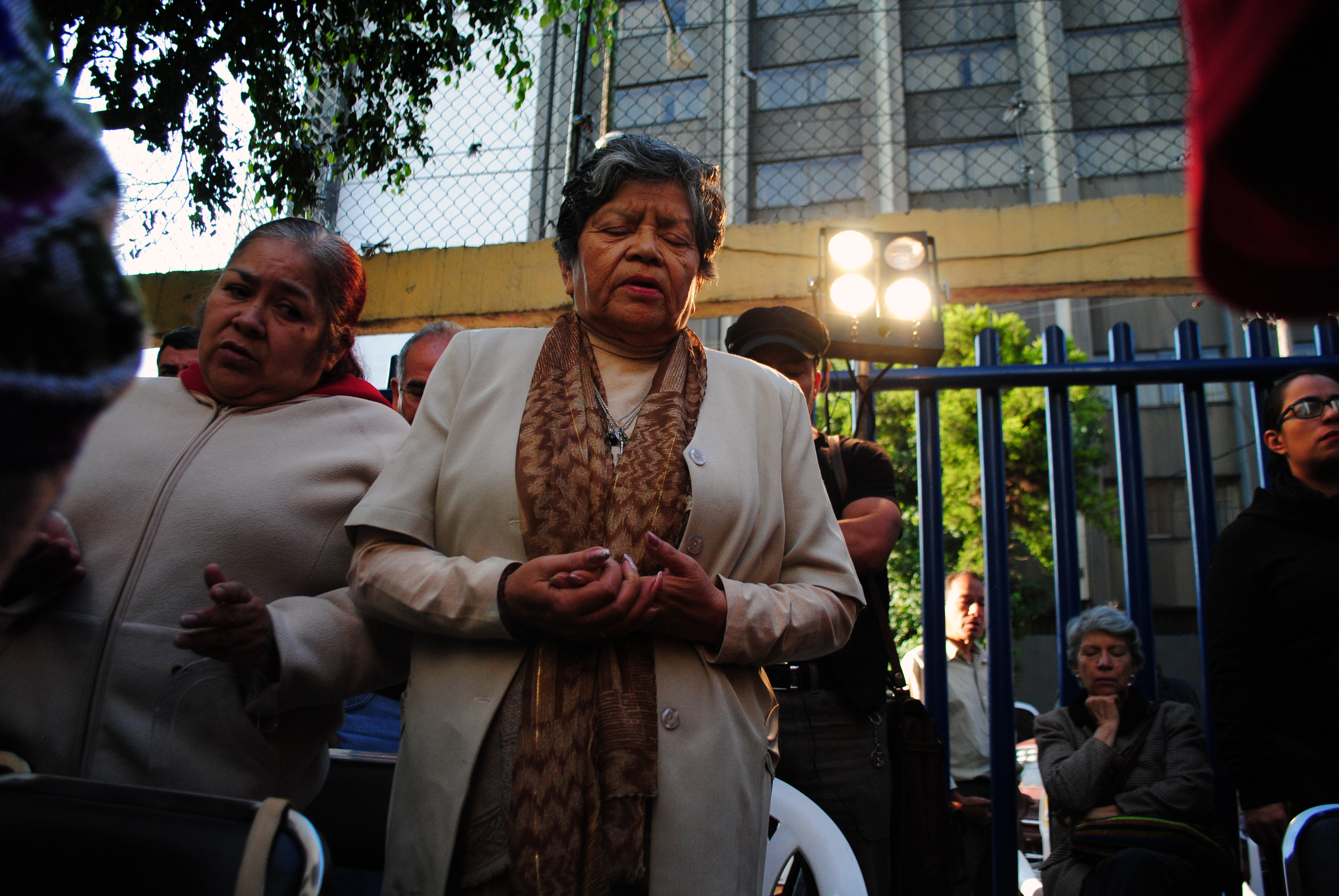
Católicos recitando o Pai-nosso no México.

Uma oração de petição é um pedido a Deus que pede que ele atenda uma necessidade. Por meio da oração de petição, os católicos reconhecem sua dependência de Deus. Esta expressão não tem a intenção de instruir ou direcionar Deus sobre o que fazer, mas apelar à sua bondade para as coisas de que precisamos; e o apelo é necessário, não porque ele seja ignorante das necessidades ou sentimentos de alguém, mas para dar forma definida aos desejos de alguém, para concentrar toda a atenção no que está sendo recomendado a ele, para ajudar alguém a apreciar nosso relacionamento pessoal próximo com ele. A expressão não precisa ser externa ou vocal; interna ou mental é suficiente. A oração de petição é, em seu cerne, um ato de fé, pois quem ora deve crer primeiro na existência de Deus; e, segundo, que Deus está disposto e é capaz de conceder a petição. O Catecismo afirma que pedir perdão, juntamente com humildade confiante, deve ser o primeiro movimento de uma oração de petição (veja Contrição/Arrependimento acima). Jesus disse para levarmos todas as nossas necessidades a Deus em seu nome e assegura que "se pedirdes alguma coisa ao Pai, ele vo-la concederá em meu nome". Por meio da petição, pode-se pedir a ajuda de Deus para todas as necessidades, não importa quão grandes ou pequenas. De acordo com o Catecismo, Cristo é glorificado pelo que pedimos ao Pai em seu nome.
Intercessão é uma oração de petição que nos leva a orar como Jesus orou. Ele é o único Grande Intercessor junto ao Pai em favor de todas as pessoas, especialmente dos pecadores. Como Corpo de Cristo, também somos chamados a interceder uns pelos outros e encorajados a pedir orações de intercessão aos membros do Corpo de Cristo que nos precederam e estão no Céu, bem como aos santos anjos. Maria, a Mãe de Cristo e nossa Mãe, é especialmente procurada para orações de intercessão em nosso favor por causa de sua proximidade com seu Filho, nosso Salvador Jesus Cristo, e nosso recorrer a ela, aos santos, aos santos anjos e uns aos outros não diminui, mas aumenta, a compreensão de que Cristo permanece acima de tudo a Cabeça do Corpo de Cristo e o Único e Grande Intercessor diante de Nosso Pai Celestial.

## Salmos
Os Salmos sempre foram uma parte importante da liturgia católica. Desde os tempos mais remotos até hoje, os cristãos vêem o Antigo Testamento como uma prefiguração de Cristo. Os evangelistas citam as palavras dos Salmos como estando nos lábios de Jesus durante a sua paixão. Nesse sentido, antigos monges e freiras no deserto egípcio ouviram a voz de Jesus em todos os salmos. Eles acreditavam que os salmos foram escritos pelo Rei Davi, mas também acreditavam que o Cristo preexistente inspirou Davi a escrevê-los. Por essa razão, rezavam todo o Saltério diariamente. Essa tradição cresceu e mudou, mas ainda continua fiel à prática antiga. Em mosteiros cristãos e em muitas casas religiosas em todo o mundo, homens e mulheres consagrados se reúnem de três a sete vezes ao dia para rezar os salmos.

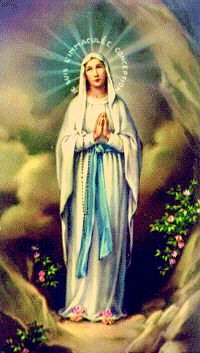
Nossa Senhora de Lourdes com contas de rosário.

A Liturgia das Horas centra-se no canto ou recitação dos Salmos. Os primeiros católicos também empregavam amplamente os Salmos em suas orações individuais. Até o final da Idade Média, não era incomum que leigos participassem do canto do Pequeno Ofício de Nossa Senhora, uma versão abreviada da Liturgia das Horas, com um ciclo diário fixo de 25 salmos a serem recitados.

## Devoções
Devoções são orações ou exercícios piedosos usados para demonstrar reverência por um aspecto particular de Deus, da pessoa de Jesus ou de um santo específico. As devoções católicas têm diversas formas, desde orações formalizadas, como novenas, até atividades que não envolvem nenhuma oração, como a adoração eucarística, a veneração dos santos e até mesmo práticas hortícolas, como a manutenção de um jardim mariano. Exemplos comuns de devoções católicas incluem o Rosário, a Devoção ao Sagrado Coração de Jesus, à Sagrada Face de Jesus, ao Imaculado Coração de Maria e a veneração de vários santos, etc.
A Congregação para o Culto Divino no Vaticano publica um Diretório de devoções e práticas piedosas. O Rosário é uma devoção para a meditação dos mistérios da alegria, da dor e da glória de Jesus e Maria. A irmã Lúcia dos Santos disse: "a Santíssima Virgem, nestes últimos tempos em que vivemos, deu uma nova eficácia à recitação do Rosário, a tal ponto que não há problema, por mais difícil que seja, seja temporal ou sobretudo espiritual, na vida pessoal de cada um de nós, de nossas famílias... que não possa ser resolvido pelo Rosário". Não há problema, eu lhes digo, não importa quão difícil seja, que não possamos resolver pela oração do Santo Rosário." Em sua encíclica Rosarium Virginis Mariae de 2002, o Papa João Paulo II enfatizou que o objetivo final da vida cristã é ser transformado, ou "transfigurado", em Cristo, e o rosário ajuda os fiéis a se aproximarem de Cristo por meio da contemplação de Cristo.

#### Buquê espiritual
Um buquê espiritual é uma coleção de orações e ações espirituais dadas ou oferecidas para um propósito específico.

## Aprendendo a orar
Embora muitas promessas estejam associadas à oração, em seu livro The Way to Christ ("O Caminho para Cristo"), o Papa João Paulo II alertou contra a "oração mecânica" e destacou a necessidade de autorreflexão antes da oração. E em sua mensagem para o 42º "Dia Mundial da Oração", ele disse:
A autenticidade da vida cristã mede-se pela profundidade da oração, arte esta que se aprende humildemente "dos próprios lábios do Mestre divino, como que implorando, como os primeiros discípulos: 'Senhor, ensina-nos a orar!' (Lc 11, 1).
Na tradição católica, existem muitas lendas sobre o poder da oração persistente. Diz-se que, no século IV, Mônica de Hipona rezou pela conversão de seu filho Agostinho por quatorze anos, e ele acabou se tornando uma figura influente no pensamento cristão.